# Boneca amish

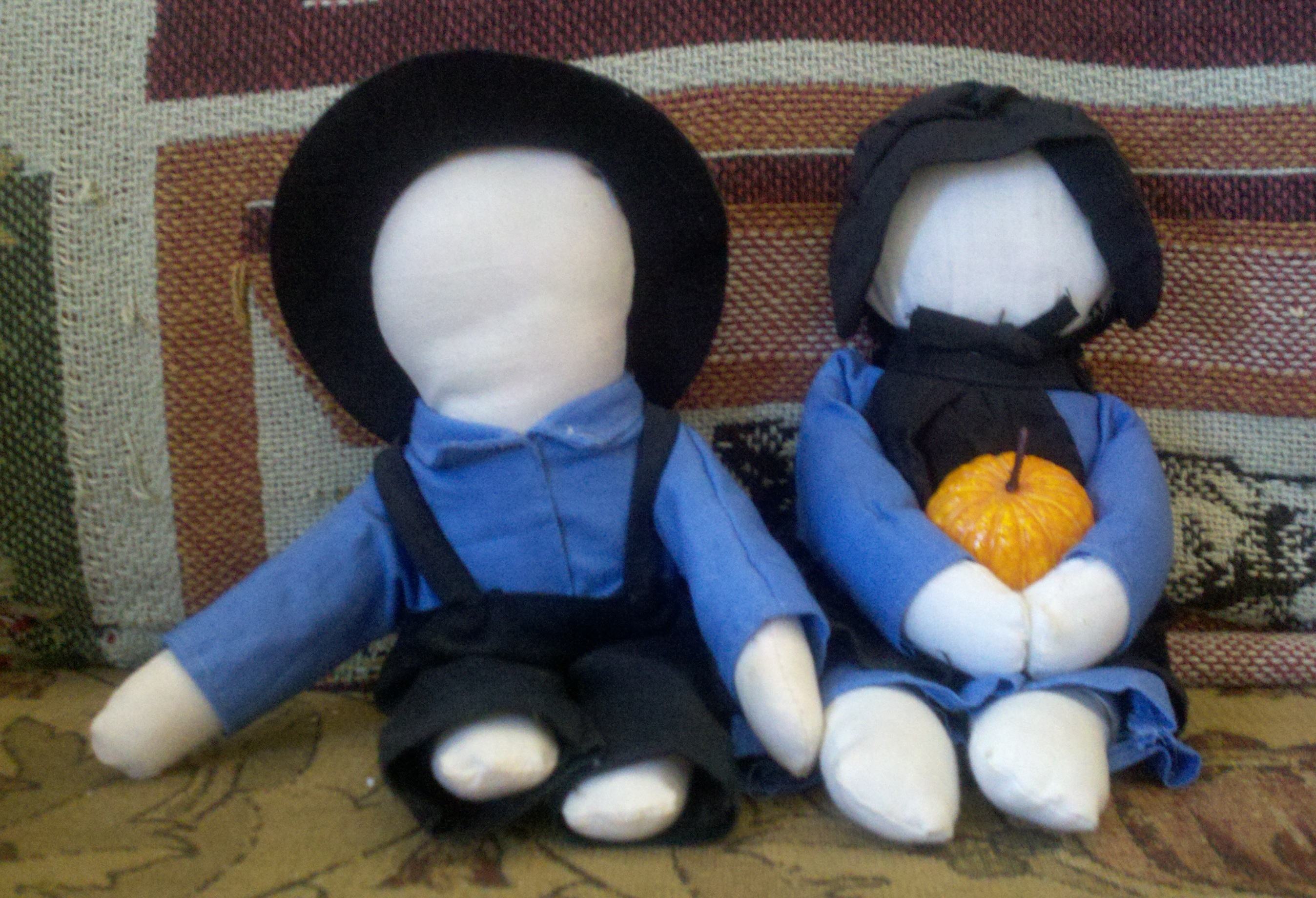
Bonecas amish características: sem face

Bonecas amish são um tipo de boneca de pano e uma forma popular de arte folclórica dos Estados Unidos, que surgiu como brinquedos infantis entre as pessoas pertencentes ao grupo religioso Old Order Amish. Ainda que algumas bonecas amish tenham faces, a maioria delas e a as mais conhecidas não têm, para enfatizar o fato de que são todos iguais aos olhos de Deus.

## História
Há vários relatos sobre como teria se iniciado a tradição das bonecas sem face com as quais as crianças amish brincam. Uma delas diz que uma garotinha amish ganhou de Natal uma boneca de pano com face. O pai dela aborreceu-se e cortou a cabeça da boneca. Ele teria dito: "somente Deus pode fazer pessoas."  Ele então substituiu a cabeça com uma meia recheada que não tinha rosto e devolveu o brinquedo à menina, que brincou feliz com a boneca por vários anos. Algumas crianças amish enrolaram cobertores em torno de pequenos troncos fazendo de conta que estes eram bonecas. Um estudo sociológico de 2007 diz que as bonecas foram deixadas sem rosto porque "todos são iguais aos olhos de Deus", e que a ausência de detalhes fisionômicos está de acordo com o o mandamento bíblico contra a idolatria.
A maioria dos produtores de bonecas amish é anônima. Uma exceção foi Lizzie Lapp (1860–1932) do Condado de Lancaster, Pensilvânia, que vendeu suas bonecas com o próprio nome. Bonecas similares foram produzidas por membros das igrejas menonitas, um grupo religioso correlato.

## Características
A melhor descrição para uma boneca amish é a de uma boneca de pano à qual faltam características físicas como face e cabelo.  Também se crê que a face de uma boneca a torna mais mundana, algo que não é aceitável entre os amish. Entretanto, nem todas as bonecas amish não têm faces. As vestimentas das bonecas são similares às usadas pelas crianças. As bonecas podem ser de meninas ou de meninos;  como as crianças amish não têm muitos brinquedos, tanto as meninas quanto os meninos brincam com as bonecas. Os tecidos são sempre em cores sólidas. Os corpos das bonecas comumente são feitos de tecido branco ou creme, como musselina sem alvejante, uma vez que os tecidos usados para fazer as bonecas são remanescentes da produção das roupas para os membros da família. A região da face costuma usar tecido oleado. O estufamento costuma usar trapos, mas o uso de algodão, ou na atualidade, de restos de poliéster, também é comum.
As bonecas em si podem ser costuradas à mão ou à máquina. A costura à máquina nas comunidades amish é geralmente feita usado uma máquina de costura a pedal.  Em bonecas mais antigas, não é incomum ver várias camadas de tecido na cabeça ou no corpo, uma vez que quando uma boneca fica muito suja ou puída, a cabeça, assim como o corpo e os membros podem ser cobertos com nova camada de tecido.
Bonecas amish antigas feitas para e usadas por crianças amish são altamente colecionáveis e podem chegar a valores tão altos quanto mil dólares. Entretanto, a proliferação das falsificações causou o enfraquecimento do mercado.

## Mercado para turistas
O interesse mais amplo no artesanato amish começou na década de 1930 e em 1939, Cornelius Weygandt, um professor da Universidade da Pensilvânia, descreveu sua coleção de bonecas amish e menonitas, elogiando a  "cuidadosa fidelidade" de suas vestimentas. Anúncios nacionais do produto apareceram na revista House & Garden em 1941. É de se notar, no entanto, que tais bonecas tinham faces. Conforme o turismo cresceu nas décadas seguintes, as bonecas sem face passaram a existir cada vez mais nas lojas de suvenires próximas às comunidades amish. Em 1955, John A. Hostetler, um estudioso da sociedade e da cultura amish, descreveu a venda de bonecas aos turistas como um aspecto da comercialização da cultura amish.